# هفت أورانج

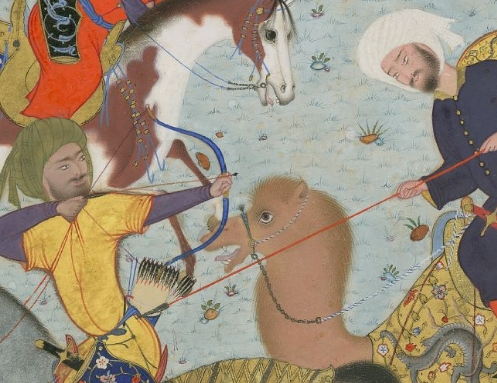
رسم توضيحي من سلسلة الذهب

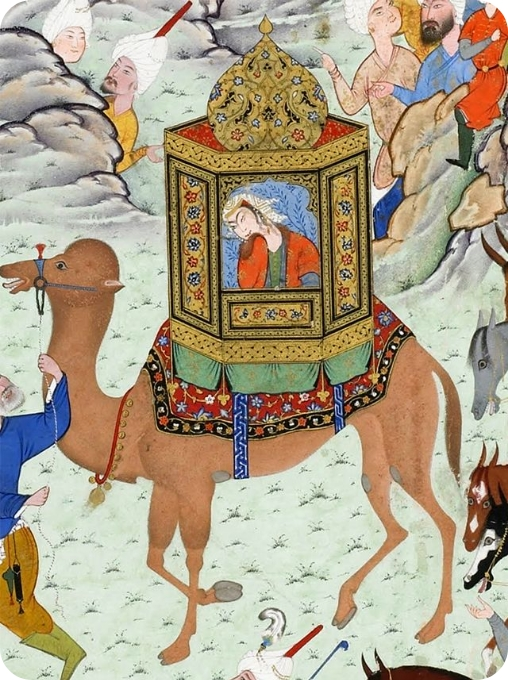
زليخة تدخل عاصمة مصر

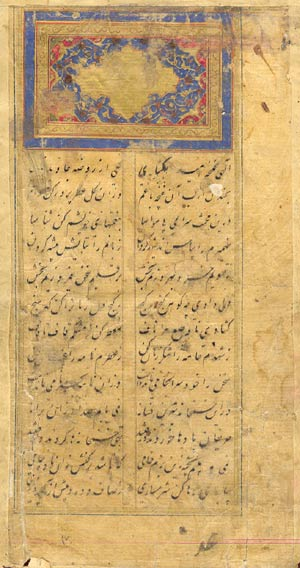
يوسف وزليخة

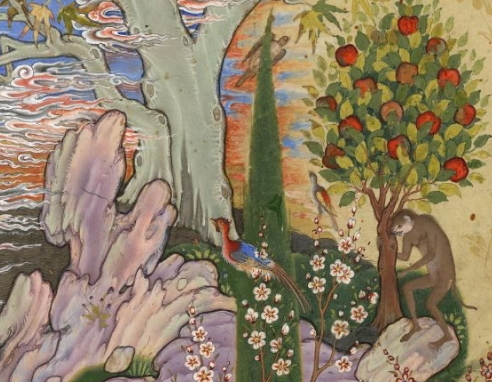
رسم توضيحي من سلمان وأبسال

هفت أورانج هي قصيدة كلاسيكية من الأدب الفارسي ألفها الشاعر الفارسي جامي في الفترة ما بين عامي 1468 و1485. وقد أتم الجامي العمل في سبعة كتب وفق الصيغة المثنوية:
- سلسلة من الذهب: مجموعة من الحكايات التعليمية
- يوسف وزليخة: قصة حب يوسف وزليخة زوجة بوتيفار المستندة إلى التقاليد الإسلامية.
- سبحة الأبرار: مجموعة أخرى من الحكايات التعليمية
- سلامان وأبسال: قصة حب محكوم عليها بالفشل بين أمير ومربيته. القصة الأصلية يونانية، ترجمها إلى العربية في أوائل العصور الإسلامية ابن حنين، ثم ترجمها الجامي إلى قصيدة فارسية.
- تحفة الأحرار
- مجنون ليلى
- خراد نامه: رواية للأحداث التي أدت إلى وفاة الإسكندر.[1][2]

مصطلح هفت أورانج في حد ذاته يشير إلى النجوم السبعة التي تشكل بنات تعش الكبرى.
إن الدين والفلسفة والأخلاق ذات الأصل الصوفي هي أساس المثنويات السبعة.

## فرير جامي
بين عامي 1556 و1565، أثناء حكمه لمشهد، كلف الأمير سلطان إبراهيم ميرزا ، ابن أخ وصهر شاه طهماسب الأول، ورشة خاصة به من الرسامين والخطاطين بإنشاء نسخة مصورة فاخرة من هفت أورانج، منتجًا بذلك واحدة من روائع المنمنمات الفارسية التي لا شك فيها، وهي الآن في معرض فرير للفنون، والمعروفة باسم فرير جامي.

### تاريخ مخطوطة فرير جامي
يمكن تتبع رحلة المخطوطة عبر القرون والإمبراطوريات العديدة من خلال الأختام الرسمية على صفحاتها والاختلافات في المواد والأساليب الخاصة بفترات ومواقع معينة في جميع أنحاء بلاد فارس والهند وأوروبا.
ربما كان إبراهيم ميرزا قد كُلف في الأصل بإعداد المخطوطة احتفالًا بزفاف شاه طهماسب الأول. وكانت المواضيع الرومانسية والفلسفية التي تناولتها مثنويات الجامي السبعة مناسبة كهدية لرجل متزوج حديثًا. وقد ساهم في إعداد المخطوطة خمسة خطاطين على الأقل: شاه محمود النيشابوري، ورستم علي، ومحب علي، ومالك الديلمي، وعايشي بن عشرتي. وقد تم نسخه أيضًا في ثلاث مدن مختلفة: مشهد، وقزوين، وهرات. وبمجرد جمع المساهمات الفردية وتجميعها، تمت إضافة المزيد من الزخارف. تتضمن المخطوطة زخارف وفيرة في جميع أنحاء القصائد السبع، بما في ذلك 28 لوحة على الصفحة الكاملة تتميز بترتيبات معقدة من الإعدادات المعمارية التفصيلية والشخصيات المثالية.
يمكن العثور على أول إشارة إلى النقل على صفحة بها طبعات أختام متعددة تشير إلى أنه حوالي عام 1609، تبرع الشاه الصفوي عباس الأول بالمخطوطة إلى الضريح الأسري في أردبيل.
وفي منتصف القرن السابع عشر تقريبًا، وصلت المخطوطة إلى سلطنة مغول الهند في الهند. أُضيفَت صفحة تحتوي على ملاحظات التفتيش والمزيد من طبعات الأختام إلى الصفحة الأخيرة التي تشير إلى شاه جهان الأول (حكم من عام 1628 إلى عام 1658) وخليفته أورنغزيب (حكم من عام 1658 إلى عام 1707).
ويعتقد العلماء أن المخطوطة سافرت إلى المنطقة التي تُعرف الآن بإيران في أواخر القرن الثامن عشر أو التاسع عشر، حيث إن الصفحة الأولى تعرض زخرفة على طراز العصر القَاجَاري [الإنجليزية] (1785-1906). ومن المرجح أنها حصلت على أغلفتها المزخرفة الحالية "المطلية" وعمودها الفقري المصنوع من الجلد الأحمر في أوروبا بعد ذلك. الخطوة التالية المؤكدة في رحلة المخطوطة هي في كتالوج بيع من عام 1926 في ميلانو بإيطاليا، حيث حصل عليها عالم الآثار والجامع هاكوب كيفوركيان [الإنجليزية]. اشترت مؤسسة سميثسونيان المخطوطة منه في عام 1946. لا يزال موجودًا في معرض فرير بواشنطن العاصمة. يمكن الاطلاع على كافة صفحات المخطوطة في قاعدة بيانات مؤسسة سميثسونيان على الإنترنت.

## طالع أيضًا
- سد إسكندري

## روابط خارجية
- استكشف جامي الأكثر حرية نسخة محفوظة 2022-01-04 على موقع واي باك مشين.